# Євдокія
Євдокі́я (дав.-гр. Εὐδοκία) — жіноче ім'я грецького походження. Жіночий відповідник чоловічого імені Євдоким. Походить від слова εὐδοκία — благовоління (за іншим тлумаченням — «добра слава»). На Русь потрапило з християнством із Візантії; було популярним серед нижчих станів, до XVIII століття - і серед вищих. Після Жовтневої революції використовується в основному як чернече[джерело?].
Українські народні форми імені — Докі́я, Явдо́ха, Ві́вдя. Зменшено-пестливі форми: Євдося, Докійка, Докієнька, Докієчка, Доня, Дося, Дозя, Досенька, Досечка, Доська, Доця, Доценька, Доцечка, Доцька, Дуся, Дусенька, Дусечка, Дуня, Дуненька, Дунечка, Явдоня, Явдоненька, Явдонечка, Явдонька, Явдошенька, Явдошечка, Явдошка.

## День Явдохи (Євдокії)
За церковним календарем, день пам’яті Святої Євдокії (Явдохи), що припадає на 1 березня.
Спрадавна не лише перший день весни, але й нового року, який колись починався навесні; за повір’ям, прокидається бабак від зимової сплячки, виходить на світ, свище три рази, а потім знову лягає на другий бік і так спить до Благовіщення; те саме робить і ховрашок; святу Євдокію називають ще Весні́вкою, бо вона нібито завідує у Бога весною; в цей день не працювали, щоб не розгнівити святу, бо може наслати морози; повертаються з вирію ластівки («Ластівки прилітають — погоду обіцяють»); вони віщують добру погоду, коли літають низько над землею, «стеляться», отже, можна сіяти овес; з днем пов’язано багато прикмет, — «яка Явдоха, таке й літо», «звідки вітер на Явдоху повіє, звідти й весна», «на Явдохи гарний день — треба сіяти льон».

## Відомі носії імені
- Антонюк Євдокія Іванівна (1944) — українська поетеса, музейник. Заслужений працівник культури України (2010).
- Боярська Євдокія Прокопівна (1861 — 1900) — українська артистка.
- Гуменна Докія Кузьмівна (1904 — 1996) — українська письменниця.
- Колесник Євдокія Василівна (1942) — українська співачка (сопрано). Народна артистка УРСР (1978). Лауреат Шевченківської премії (1976).
- Носаль Євдокія Іванівна (1918 — 1943) — військовий льотчик, Герой Радянського Союзу (1943).
- Голобородько Євдокія Петрівна [Архівовано 2 лютого 2017 у Wayback Machine.] (1937) — українська вчена, педагог. Доктор педагогічних наук, професор, член-кореспондент Національної Академії Педагогічних Наук України

## В культурі
- Євдокія (фільм) — грецький фільм 1971 року.